# Labouheyre
Labouheyre è un comune francese di 2 621 abitanti situato nel dipartimento delle Landes nella regione della Nuova Aquitania.
La chiesa di San Giacomo di Labouheyre, nel paese, fu meta intermedia nella Via Turonensis, uno dei percorsi per San Giacomo di Compostella in Francia.

## Società

### Evoluzione demografica
Abitanti censiti